# تيد كريس
تيد كريس (بالإنجليزية: Ted Kress)‏ هو شخصية أعمال أمريكي، ولد في 26 مارس 1931، وتوفي في 15 فبراير 2003 في بيوريا في الولايات المتحدة.